# Kanton Isigny-sur-Mer
Kanton Isigny-sur-Mer (fr. Canton d'Isigny-sur-Mer) byl francouzský kanton v departementu Calvados v regionu Dolní Normandie. Skládal se z 24 obcí, zrušen byl v roce 2015.

## Obce kantonu
- Asnières-en-Bessin
- La Cambe
- Canchy
- Cardonville
- Cartigny-l'Épinay
- Castilly
- Cricqueville-en-Bessin
- Deux-Jumeaux
- Englesqueville-la-Percée
- La Folie
- Géfosse-Fontenay
- Grandcamp-Maisy
- Isigny-sur-Mer
- Lison
- Longueville
- Monfréville
- Neuilly-la-Forêt
- Osmanville
- Les Oubeaux
- Saint-Germain-du-Pert
- Saint-Marcouf
- Sainte-Marguerite-d'Elle
- Saint-Pierre-du-Mont
- Vouilly